# 6824 Mallory
A 6824 Mallory (ideiglenes jelöléssel 1988 RE2) a Naprendszer kisbolygóövében található aszteroida. Antonín Mrkos fedezte fel 1988. szeptember 8-án.